# Johan Ståhle
Johan Ståhle, född i Småland, död 1687, var en svensk silversmed.
Ståhle var från 1676 gift med Maria Grå. Han omnämns som gesäll 1675 och blev mästare i Stockholm 1677. Bland hans bevarade arbeten finns några i trådarbete rikt dekorerade silverföremål som han utförde för Lillkyrka kyrka i Närke 1694. Dessutom finns det ett flertal dryckeskannor med både tråddekorering och konventionella blomsterdekorationer. Ståhle år representerad vid Nationalmuseum i Stockholm.